# Міланська П'єта
«Міланська П'єта», також «Пієта́ Ронданіні», «П'єта Ронданіні» (італ. Pietà Rondanini) — мармурова статуя італійського скульптора та художника Мікеланджело Буонарроті, над якою він працював з 1552 по 1564 роки, за кілька днів до смерті. Зберігається у замку Сфорца (Мілан, Італія), у «Музеї „П'єти Ронданіні“» (старий іспанський госпіталь).

## Історія роботи

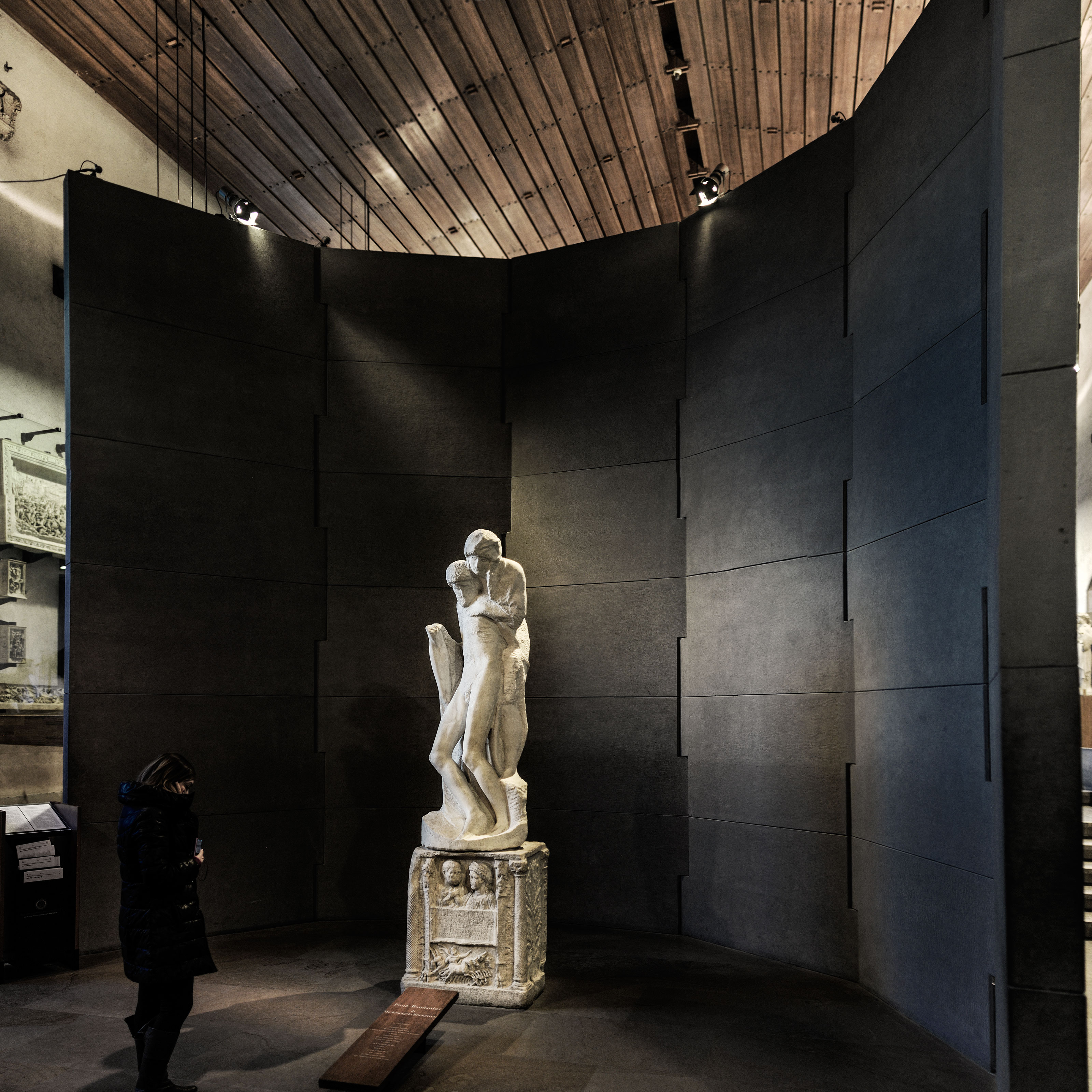
Статуя у замку Сфорца (Мілан, Італія; 2012)

Ця робота не згадується у біографії Мікеланджело від Асканіо Кондіві, тож Фредерік Гартт припускає, що вона мала бути створена після 1552 року, коли вийшла книга Кондіві. Документ 1561 року підтверджує, що Антоніо дель Франчезе (італ. Antonio del Francese), слуга Мікеланджело, отримав від нього «П'єту» та «Христа з хрестом». Про необхідність митця працювати над мармуром згадує Вазарі у своїх «Життєписах», і вказує, що мова про іншу статую, не «Флорентійська П'єту»: «(…) йому конче потрібно було дістати якогось мармуру для щоденної роботи. Йому дістали брилу, з якої він почав робити друге „Оплакування Христа“, значно меншого розміру». Про статую, над якою Мікеланджело працював майже перед самою смертю, 12 лютого 1564 року, згадується у листі від Даніеле да Вольтерра до Леонардо Буонарроті, племінника Мікеланджело. Група згадується в описі майна Мікеланджело, яке провели одразу після його смерті, але потім її сліди зникли, з непідтвердженою інформацію, що її можливо бачили в Римі 1652 року. Після смерті Мікеланджело статуя опинилася у дворі Палаццо Ронданіні у Римі, про що писав Чарльз Гіт Вілсон, хоча Сімондз вважав авторство сумнівним, назвавши її «„П'єта“ в Генуї». 13 серпня 1807 року її зафіксовано у колекції маркіза Джузеппе Рондініні (італ. Giuseppe Rondinini, пізніше — Ронданіні (італ. Rondanini)) і позначено літерами «M.G.R. N.I». Після смерті колекціонера опис його творів проводив Карло Альбачіні (італ. Carlo Albacini), скульптор, але він вважав «П'єту» не роботою Мікеланджело, а когось із сучасників, тому статуя довго ігнорувалася дослідниками. У XIX столітті директор музею Південного Кенсінгтона, Джон Чарльз Робінсон, який укладав каталоги малюнків Мікеланджело, виявив ескізи для «П'єти» в Ашмолеан музеї, але це теж не зацікавило дослідників.

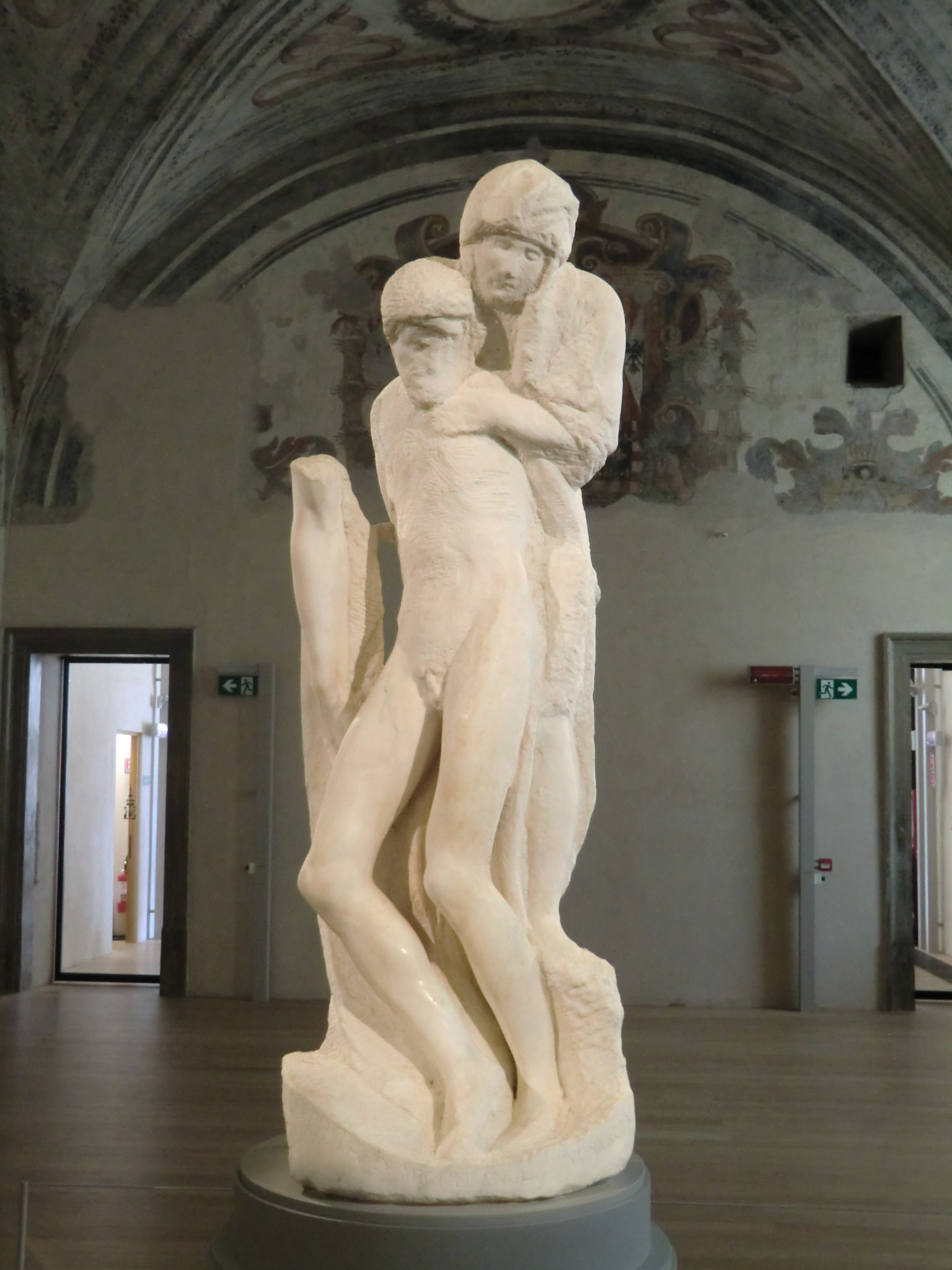
Статуя у «Музеї „П'єти Ронданіні“» (2015)

1904 року граф Роберто Сансеверіно Вімеркаті (італ. Roberto Sanseverino Vimercati) придбав Палаццо Ронданіні у його власника, принца Одескалькі (італ. Odescalchi), включно зі статуєю. З 1909 року робота почала цікавити дослідників, а вже 1952 року місто Мілан придбало роботу за 125 мільйонів лір для колекції замку Сфорца. З 2 травня 2015 року статую перемістили до окремого «Музею „П'єти Ронданіні“» (старий іспанський госпіталь).

## Версії

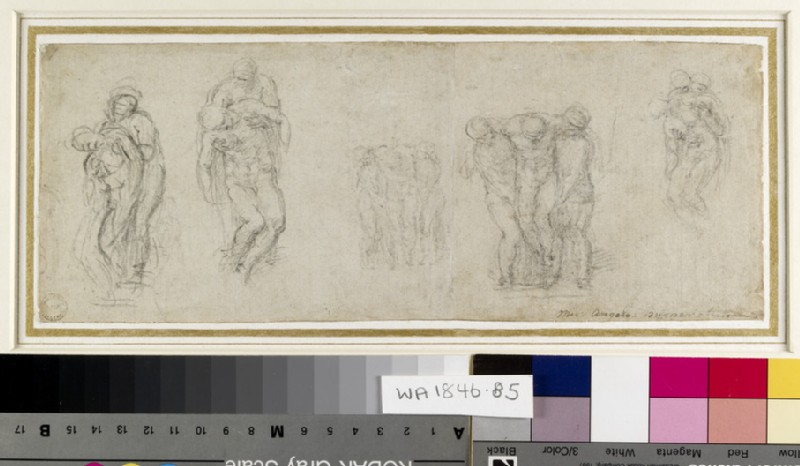
Ескізи Мікеланджело для «Міланської П'єкти». 1550—1555(?) роки. Чорна крейда. Ашмолеан музей, Оксфорд

Дослідники визначають кілька версій роботи. За Гарттом орієнтовно 2/3 першої версії і можна вирізнити. Перша версія датується 1561 роком за Гарттом, і уявити композицію можна за ескізами Мікеланджело у Ашмолеан музеї того часу на тему оплакування Христа. Гартт вважав, що первинно фігура Марії мала бути вища, на що вказують залишки значно вищої ноги та стегна зліва, а також її шати, з яких збереглася тільки нижня частина, що зараз огортає праву ногу Христа, який очевидно мав спускатися з вищого плеча та голови. З першої версії збереглася частина правої руки Христа, явно більшого розміру ніж поточна версія, розташована окремо від групи. В оригінальній версії Христос мав мати набедреник, на що вказують характерні сліди від зубила.

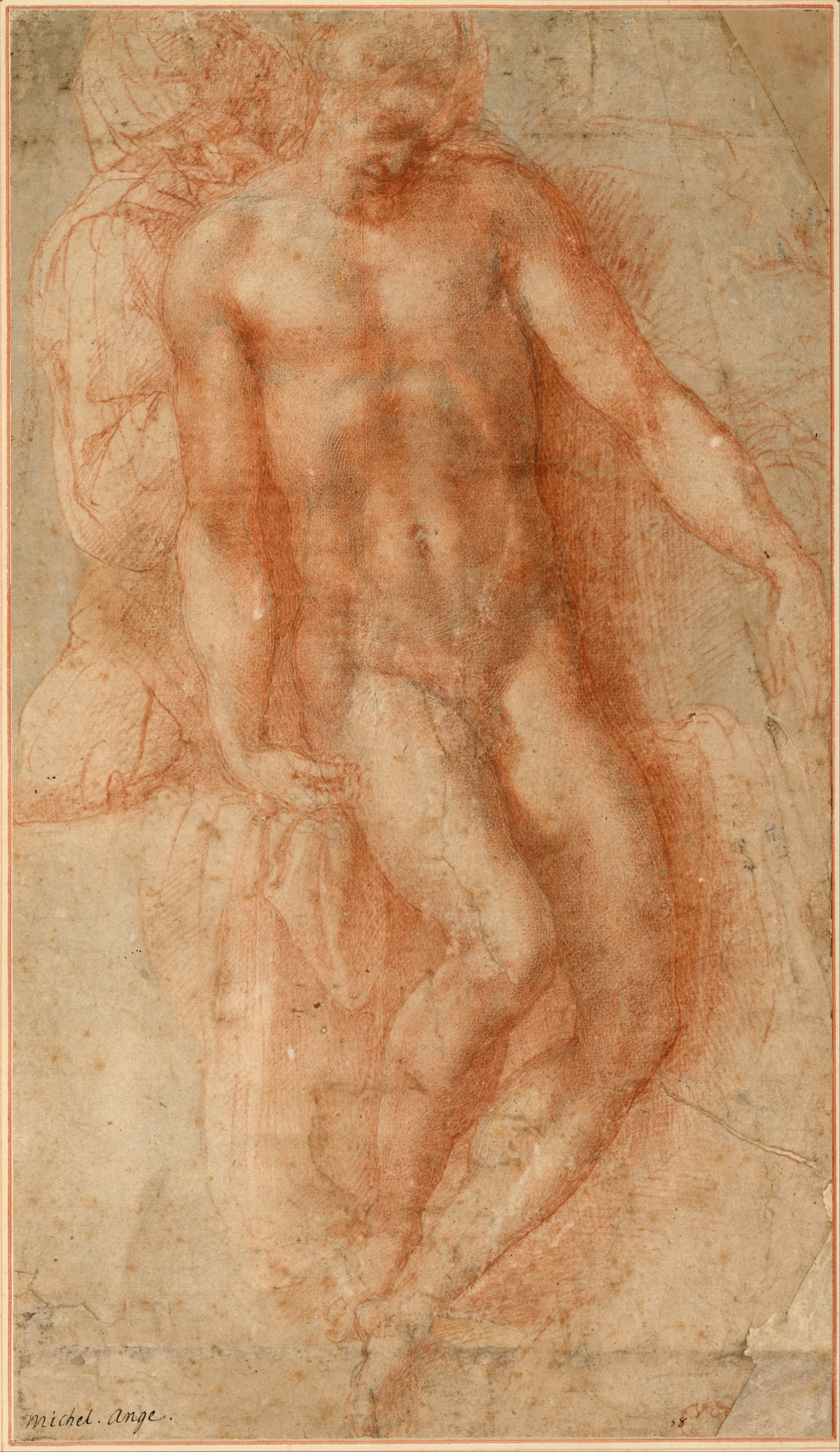
Ескізи Мікеланджело для оплакування Христа. 1530—1536 роки. Червона крейда. Альбертіна, Відень

Друга версія має датуватися 1563—1564 роками, коли «(…) оригінальне формулювання вже не здавалося відповідним для того, щоб містити емоції, які пронизували його[Мікеланджело]». За Гарттом Мікеланджело міг вирішити повернутися до свого ескізу 1530-х років, який зараз зберігається у Альбертіні (Відень, Австрія), а для цього він мав відтесати «голову, праве плече та верхню частину руки, і груди Христа, щоб значно вирівняти статую», а також забрати набедреник. Оригінальної голови Марії теж нема, а нову голову Мікеланджело почав різьбити із торсо першої Марії.
Третя, фінальна версія, була у роботі за кілька днів до смерті митця. Фігури ще більше зблизилися. Голова третьої Марії ще містить сліди голови другої версії, але тепер повернена направо і схилена до сина. Голова Христа схилена на груди, вирізьблена з грудей Марії першої версії. За Гарттом є сенс припустити, що Мікеланджело намітив автопортрет у цьому Христі — він незвично бородатий, хоча раніше Мікеланджело зображав його з юнацькою, невеликою борідкою. Права рука Христа наче намагається огорнути себе у шати матері, шукаючи божественного захисту, що, за Гарттом, співзвучно із іншою статуєю Мікеланджело, «Генієм перемоги».

## Опис
Ця скульптурна група зображує оплакування Христа, але тут присутні тільки дві фігури — Марії та її мертвого сина, Христа. Гартт відзначає, що у XV столітті час від часу прийнято було зображати Бога-батька, який тримав тіло свого сина, але вперше у Мікеланджело це робила одна Марія.
Марія розташована на підвищенні, тримаючи мертве тіло сина. Фігура Христа тендітна, можливо Мікеланджело «(…)прагнув зменшити акцент на фізичній масі тягаря Марії, який інакше зробив би її роль гротескною». Голови та плечі фігур залишилися тільки наміченими.
У скульптурі можна вирізнити різні стадії творчого задуму Мікеланджело — залишки першої версії правої руки Христа окремо, проглядаються частини фігур, які спершу були вирізьблені вищими, а потім уся група була зменшена. Також різні стадії завершеності роботи — якісь елементи майже доведені до кінця, якісь — тільки намічені.
Гартт зазначає, що права рука та ноги Христа, які є більш завершеними, хоча й не відполірованими, є «подвійно цінними, як єдина скульптурна робота Мікеланджело у нашому розпорядженні після малювання фресок у капелі Паоліна». Нижня частина правої руки з'єднана з рештою групи невеликим кам'яним мостом. Гартт припускав, що Мікеланджело залишив її як зразок для відтворення у другій версії правої руки Христа.
Фредерік Гартт описує групу так:
|  | Група витає. Мармуру вже недостатньо для жодного з її елементів. Тілесна краса, навіть фізична субстанція, розчиняється. Незакінчене зливається з нематеріальним. Світло виривається зі своєї мармурової в'язниці Оригінальний текст (англ.) The group floats. The marble is no longer sufficient for any of its elements. Corporeal beauty, even physical substance, dissolves. The unfinished is at one with the immaterial. Light breaks from its marble prison |

На його думку це не стільки «оплакування», скільки «воскресіння», а сама група виглядає повною протилежністю «Флорентійській П'єті». За Шарлем де Тольнай ця скульптурна група не про скорботу, а про «благословіння та мир».

## Реставрація
З 1999 по 2005 рік проводилася реставрація роботи, яка передбачала діагностику її стану та, власне, очищення мармуру від патини та пилу. 2015 року роботу перемістили в окремий музей, і провели ще одне, легше очищення поверхні.

## Галерея

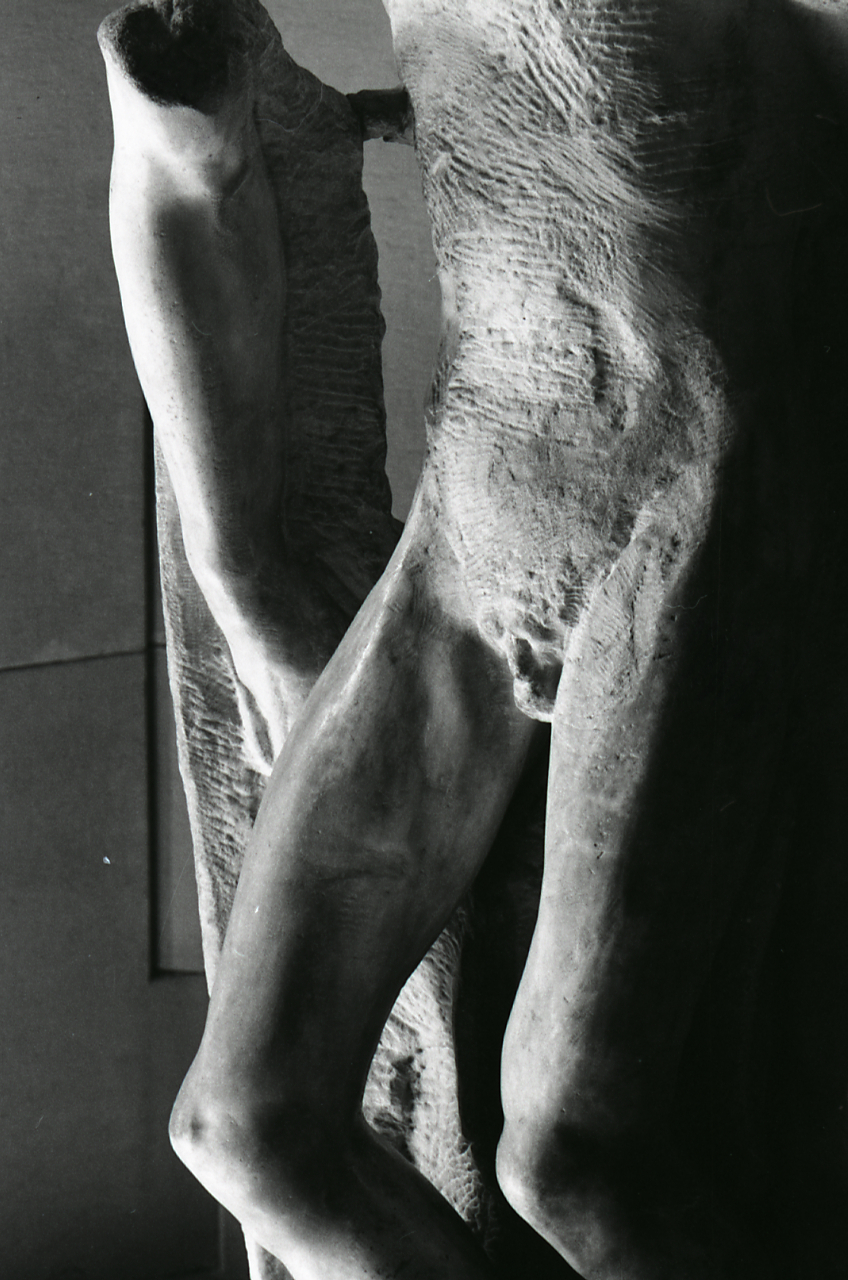
Кам'яний «міст» між групою та правою рукою першої версії
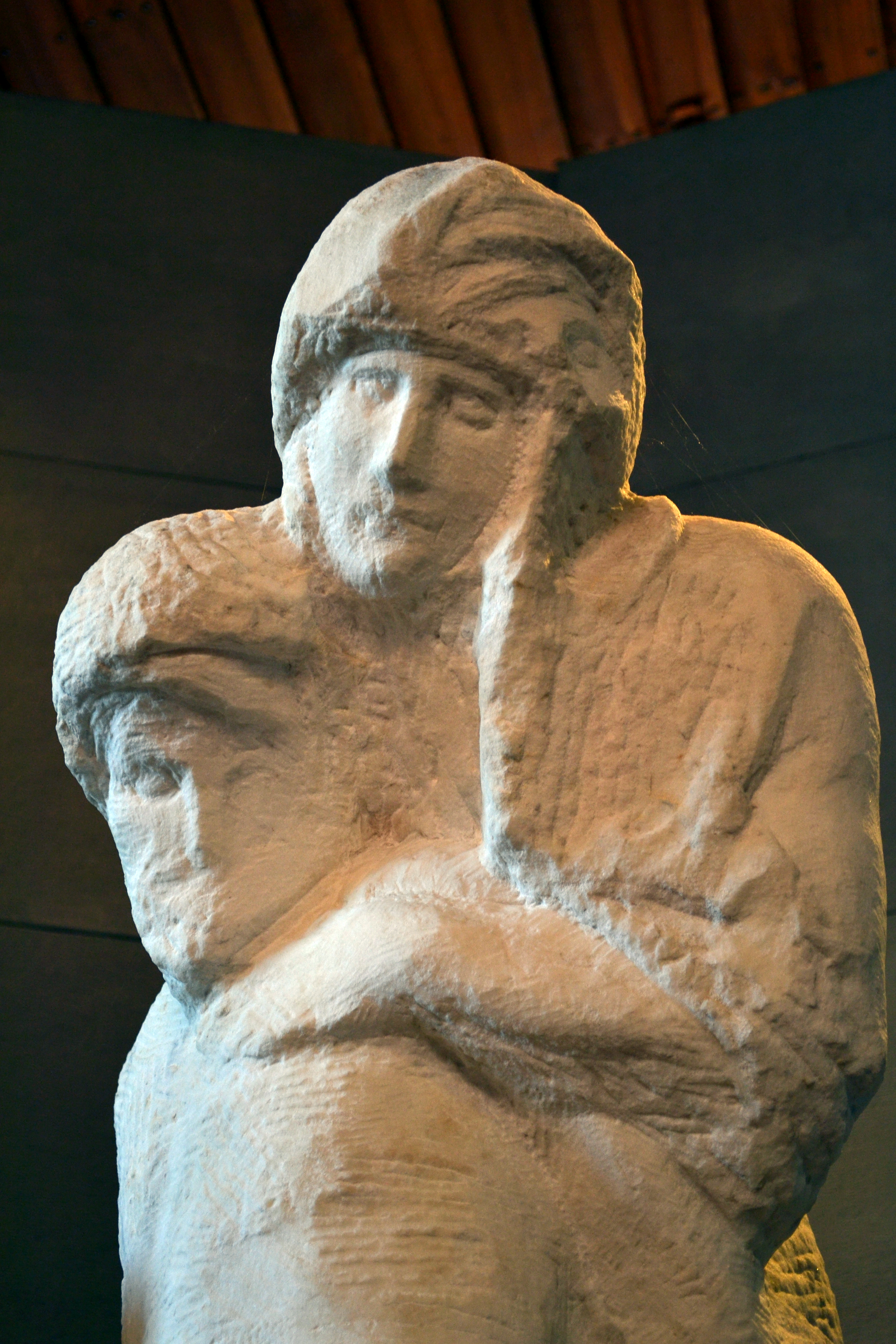
Намічене обличчя Марії третьої версії, видимі залишки обличчя другої версії
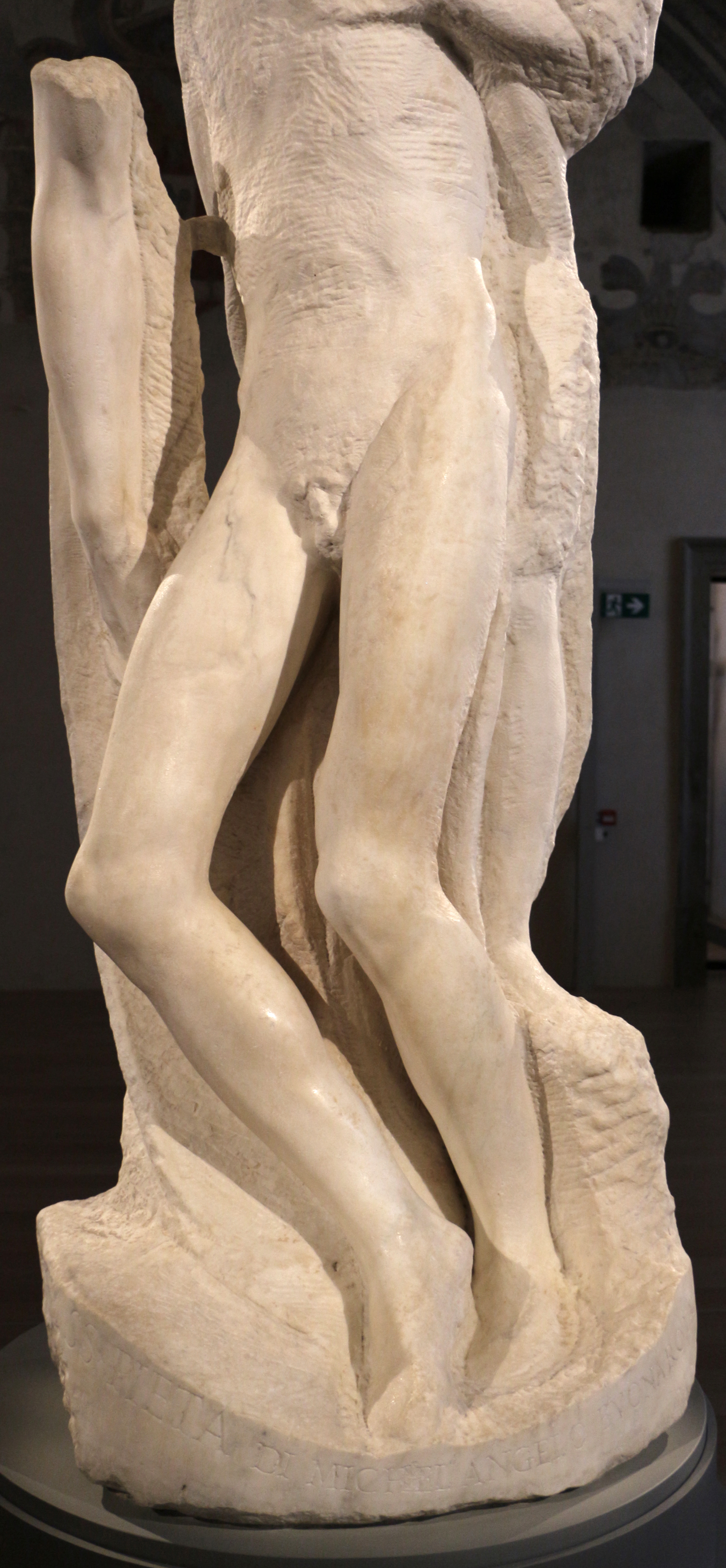
Найбільш завершені рука (перша версія) та ноги
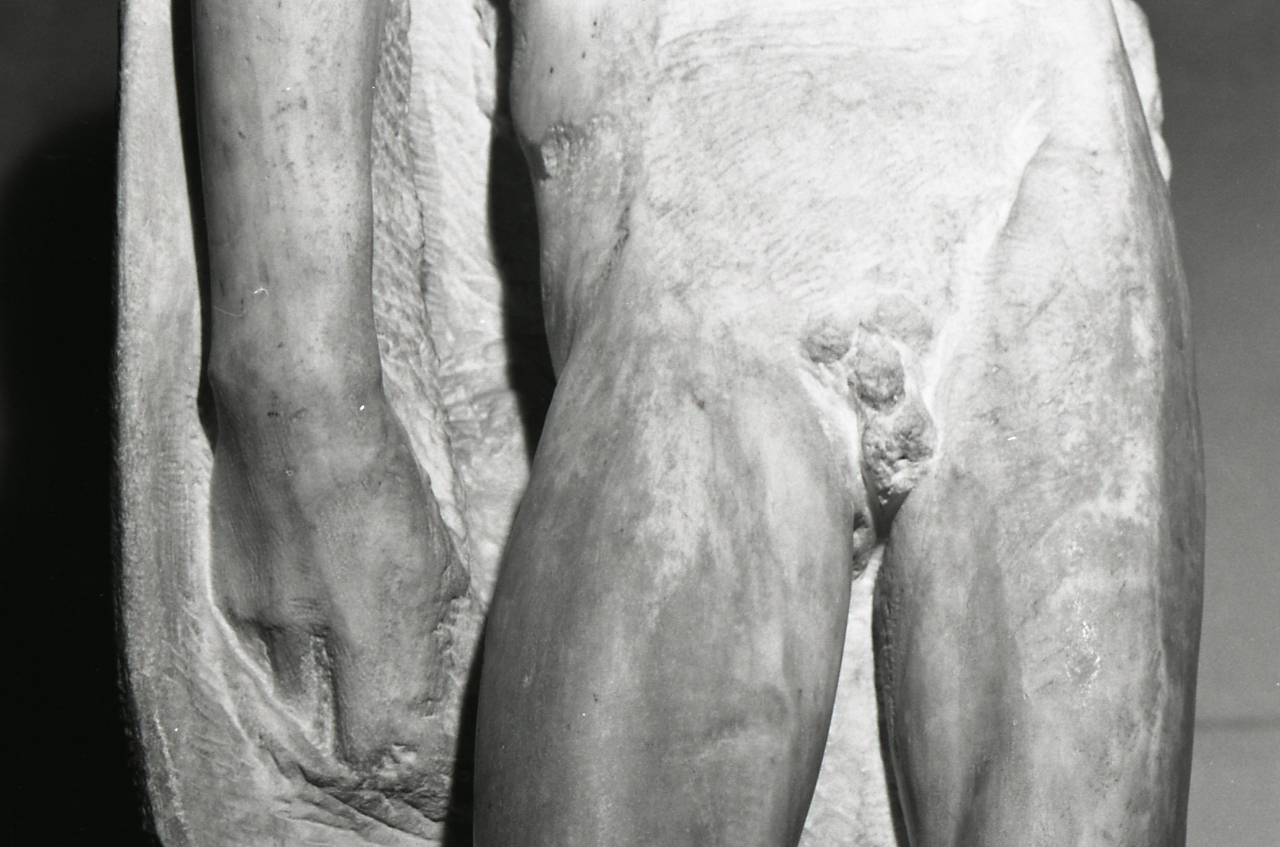
Права рука загортається у шати Марії
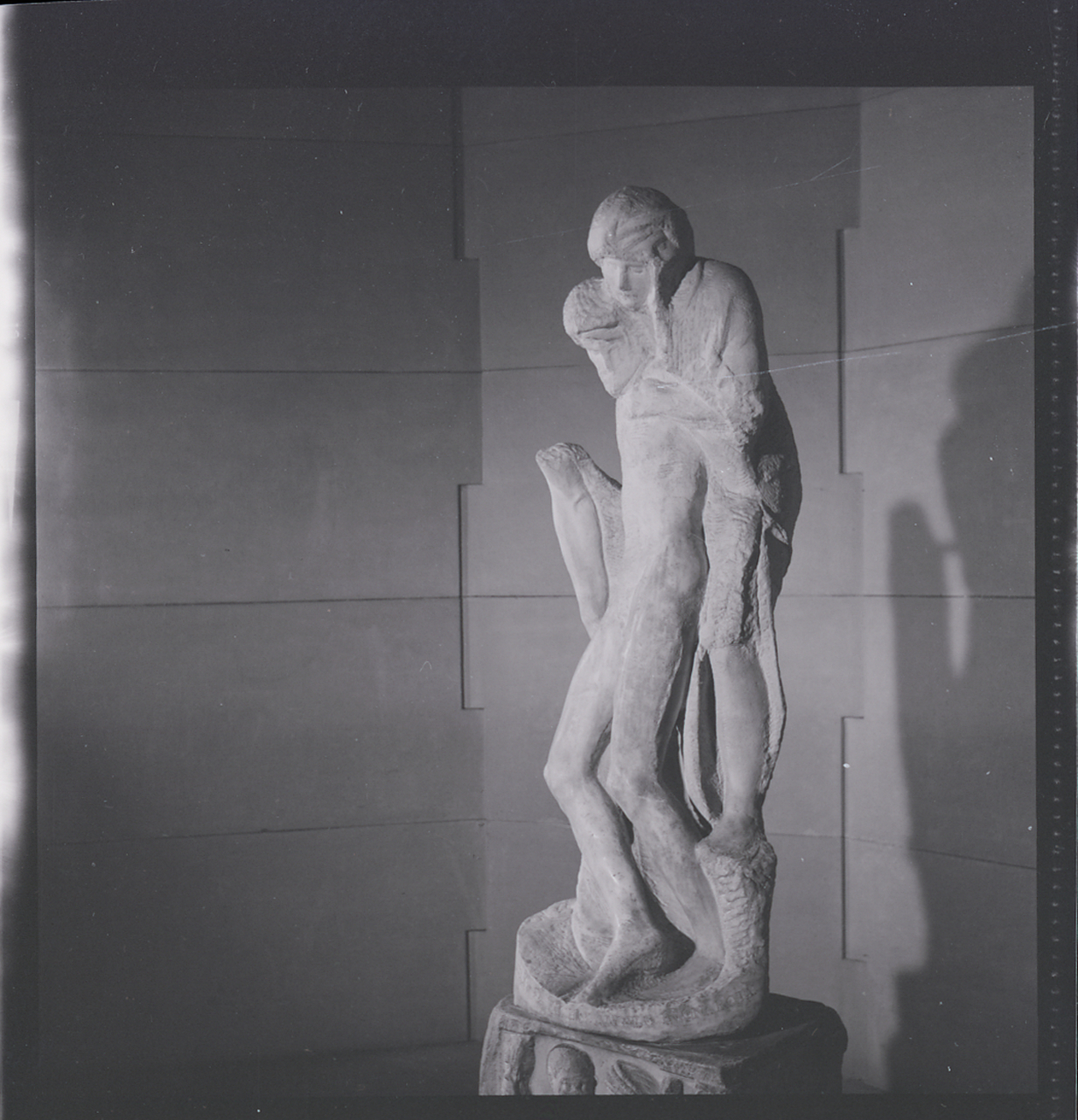
Ліва нога Марії, непропорційно велика для поточної версії

## Виноски
1. ↑  Hartt, Finn, 1976, с. 119.
2. ↑  Вазарі, 1970, с. 506.
3. 1 2 3 4 5 6 7 8  On the trail of the Pietà. rondanini.milanocastello.it. Процитовано 26 серпня 2022.
4. 1 2 3  Hartt, Finn, 1976, с. 121.
5. ↑  Вазарі, 1970, с. 387.
6. ↑  Wilson, 1876, с. 453.
7. ↑  Symonds, vol.2, 1925, с. 439.
8. ↑  Rob Jollymore (11.09.2010). The Rondanini Pieta. Процитовано 26 серпня 2022.
9. 1 2  Hartt, Finn, 1976, с. 123.
10. 1 2  Hartt, Finn, 1976, с. 122.
11. ↑  Hartt, Finn, 1976, с. 133.
12. ↑  Hartt, Finn, 1976, с. 124.
13. ↑  Hartt, Finn, 1976, с. 154.
14. ↑  Hartt, Finn, 1976, с. 162: «"(…) original formulation no longer seemed adequate to contain the emotions which were coursing through him[Michelangelo]"»
15. ↑  Hartt, Finn, 1976, с. 162.
16. ↑  Hartt, Finn, 1976, с. 165.
17. 1 2  Hartt, Finn, 1976, с. 172.
18. 1 2 3 4  Hartt, Finn, 1976, с. 176.
19. ↑  Hartt, Finn, 1976, с. 178.
20. ↑  Hartt, Finn, 1976, с. 182.
21. ↑  Hartt, Finn, 1976, с. 123: «"(…) [he] sought to reduce the emphasis on the physical mass of Mary's burden, which would otherwise have rendered her function grotesque"»
22. ↑  Hartt, Finn, 1976, с. 126.
23. ↑  Hartt, Finn, 1976, с. 145.
24. ↑  Hartt, Finn, 1976, с. 140: «"(…) [are] doubly precious as the only figural work by Michelangelo we possess dating after the paining of the frescoes in the Pauline Chapel"»
25. ↑  Hartt, Finn, 1976, с. 168.
26. ↑  Hartt, Finn, 1976, с. 170.
27. ↑  Hartt, Finn, 1976, с. 184.
28. 1 2  Hartt, Finn, 1976, с. 189.
29. 1 2  The restoration. rondanini.milanocastello.it. Процитовано 26 серпня 2022.